# Alice Falls
Die Alice Falls (auch bekannt als Gertrude Falls) sind ein Wasserfall im Fiordland-Nationalpark auf der Südinsel Neuseelands. Er liegt im Überlauf des Lake Alice, der überwiegend durch den Edith River gespeist wird, und mündet in das Kopfende des Te Houhou / George Sound. Seine Fallhöhe beträgt rund 56 Meter.
Der Wasserfall ist von der George Sound Hut aus einsehbar, die über die George Sound Route in einer drei- bis viertägigen Wanderung erreicht wird.